# Nivine Sandouka
Nivine Sandouka (15 de octubre de 1982) es una feminista palestina y activista por la paz de Jerusalén Este. Es la Jefa de Gabinete Regional de la Alianza para la Paz en Oriente Medio.

## Primeros años y educación
Sandouka se crio en el barrio Shuafat de Jerusalén Este. Se graduó con el GCSE en el Schmidt's Girls College de Jerusalén.
Sandouka asistió a la Universidad Birzeit, donde obtuvo una maestría en democracia y derechos humanos. También tiene una licenciatura en Ciencias de la Universidad de Belén.

## Carrera y activismo
En 2014, Sandouka participó en el Programa de Liderazgo de Visitantes Internacionales de Estados Unidos, bajo la temática de resolución de conflictos.
Después de graduarse de la Universidad de Belén, Sandouka comenzó a trabajar en Oxfam GB en Jerusalén y luego trabajó en CARE internacional en Cisjordania y Gaza. Más tarde, en 2015, se convirtió en codirectora de IPCRI y también asistió a la Conferencia de las Naciones Unidas sobre la Cuestión de Jerusalén de 2021 y 2022, donde fue panelista.  También participó como oradora en varias otras conferencias y eventos, incluida la conferencia anual de J-Street .
El 27 de octubre de 2023, Sandouka apareció en El 51% de France 24. Sandouka también ha trabajado con la Asociación Alemana para la Cooperación al Desarrollo.
Sandouka dirige "Judi- from me to you", una iniciativa de base que tiene como objetivo conectar a las mujeres, es miembro de la junta directiva del Centro Jerusalén para Mujeres y Forward Global Women, es miembro del Grupo de Referencia Internacional del Consejo Mundial de Iglesias y es directora ejecutiva de la ONG Our Rights, con sede en Jerusalén.  